# ダイハツ・シャレード
シャレード（Charade）は、かつてダイハツ工業が生産・販売していた小型乗用車（コンパクトカー）である。
トヨタ自動車との提携以来初となる自社設計の小型乗用車で、同社初の前輪駆動車でもある。搭載されるエンジンが1.0 Lであったことから、同クラスの車種を示す「リッターカー」という言葉が生まれるきっかけともなった。
シャレードのもう一つの特徴として、イタリアの自動車メーカーのデ・トマソと積極的にコラボレーションを行っていることが挙げられる。初代や3代目はあくまでコンセプトカー止まりであったものの、2代目と4代目では市販モデルにも手が加えられた。当時の日本車は海外メーカーと提携した特別仕様車を多数発売していたが、世代をまたいで同一ブランドの特別仕様車が発売された例は極めて稀である。
5代目以降はミラやトヨタ・ヴィッツのリバッジ車となり、ヨーロッパなどの市場で販売された。

## 初代 G10系（1977年 - 1983年）
1977年11月発表。先代にあたるコンソルテは、実質的には1969年に登場したトヨタ・パブリカのOEM車であり、モデルチェンジされることもなく陳腐化が目立っていた。当時、ヨーロッパ諸国では前輪駆動の小型車が普及しつつあり、日本の自動車メーカーでもそれに追従する流れが起こっていた。そのような中で、初代シャレードは「5平米カー」というキャッチコピーで、従来の日本における大衆車とは異なる世界観をもって登場した。CMキャラクターはセーラ・ロウエル。
フロントに横置き搭載された直列3気筒のCB型1.0Lエンジンと、やや背の高い2ボックスハッチバックの車体の組み合わせは小ぶりながら優れたパッケージングで、広い室内空間と合理的な駆動レイアウトで、新たな小型車の方向性を打ち出した。
当時類例のなかった4ストロークの直列3気筒エンジンは、自動車黎明期の20世紀初頭に若干の採用例があったものの振動特性で不利なため、振動を度外視できる農業機械および産業用向けディーゼルエンジン等を除けば、一般に長く廃れていたエンジン形式である。ダイハツでは1L級のコンパクトなエンジンに適切な気筒配置を検討した結果、当時定石の直列4気筒より短く仕上がり、シリンダー1気筒当たりの容量もガソリンエンジンとして特に条件の良い300cc級となる4ストローク直列3気筒が最適との結論に至った。直列3気筒独特の偶力振動抑制対策については、クランクシャフトと並行配置で駆動されるバランサーシャフトを付加することでクリアしている。
長らく忘れ去られていた4ストローク直列3気筒は、本車が採用したことで復権を果たした。横置きエンジンの前輪駆動車に搭載しやすいその特性から、1980年代以降は直列2気筒に取って代わる形で軽自動車を皮切りに、1L以下のクラスのベーシックカー用エンジンとして日欧で広く用いられるようになった。もっとも、その過程ではスズキでの採用以降、コストダウンと駆動損失低減の目的で振動増大を許容したバランサーシャフト省略が主流となり、後年にはダイハツも追従するようになる。
また、時を同じくして起こった第二次オイルショックによる省エネルギーブームも追い風となり、軽自動車と大差のない車両価格と、その価値以上の動力および燃費性能を伴っていたことから、シャレードの先見性は市場にも支持される結果となった。シャレードはダイハツ始まって以来の大きな成功を収め、モーターファン誌主催の1978年カー・オブ・ザ・イヤーを受賞した。
1980年のマイナーチェンジでは、ヘッドライトが丸型2灯から角型2灯（いずれもSAE規格型）に変更され、装備の充実やエンジン出力の向上も図られた。

### シャレード・デトマソ・ターボ
1981年10月の第24回東京モーターショーにおいて、3ドアクーペXTE（欧州仕様車・右ハンドル）をベースとしたシャレード・デトマソ・ターボが参考出品された。当時ダイハツとエンジン供給契約を結んだデ・トマソによりチューンされたモデルであり、変更点は以下の通り。
- 外装
  - デ・トマソエンブレム付きオリジナルフロントグリル
  - ボンネット上エアスクープ
  - 空力的ドアミラー
  - リアスポイラー
  - FRP製／ウレタン製エアロにより丸型ピラー窓を埋め込み
- 内装
  - 赤／黒基調のサイド部分本皮シート
  - 4本スポーク革巻ステアリング
  - オリジナルシフトノブ
- エンジン
  - カムカバーに赤の結晶塗装

以上のようにベースモデルから大きく印象を変えており、メディア向けの試乗会も実施され評判は上々であったが、量産には至らなかった。もっともダイハツ側もこの特別仕様を諦めたわけではなく、2代目と4代目で市販にこぎ着けている（3代目も市販こそないが参考出品車を製作）。

### 歴史
- 1977年11月 - 発売。
- 1978年9月、クーペを追加。実質的には3ドアハッチバックである。C110型スカイラインなどを想起させるウインドウグラフィックスと、「マリンウインドウ」と称されたリアクオーターピラーの丸窓が特徴。
- 1979年9月 - マイナーチェンジでダイハツの「Dマーク」がグリル中央に移動、グリルデザインを縦線基調に。セダンXTE と、クーペ全車のエンジンをCB-31型（60PS / 5,600rpm）に変更。
- 1980年10月 - マイナーチェンジ。ヘッドランプを角型2灯式に、リアコンビネーションランプを上下横一線式にそれぞれ変更。2速ATのCB-32型エンジン搭載車を追加、セダンにAT専用女性仕様のXGL、リモコンミラーを装備するラグジュアリグレードXGC、クーペにXGLを追加。
- 1981年9月 - マイナーチェンジ。全車で内外装を改良。セダンにサンルーフ＆ツートンカラーのスポーティモデルXTS、XOに代わる最廉価グレードXDを追加。XO、クーペXGLを廃止。
- 1982年4月 - サファリラリー参戦。３台が投入され全車完走。クラス優勝を果たす。

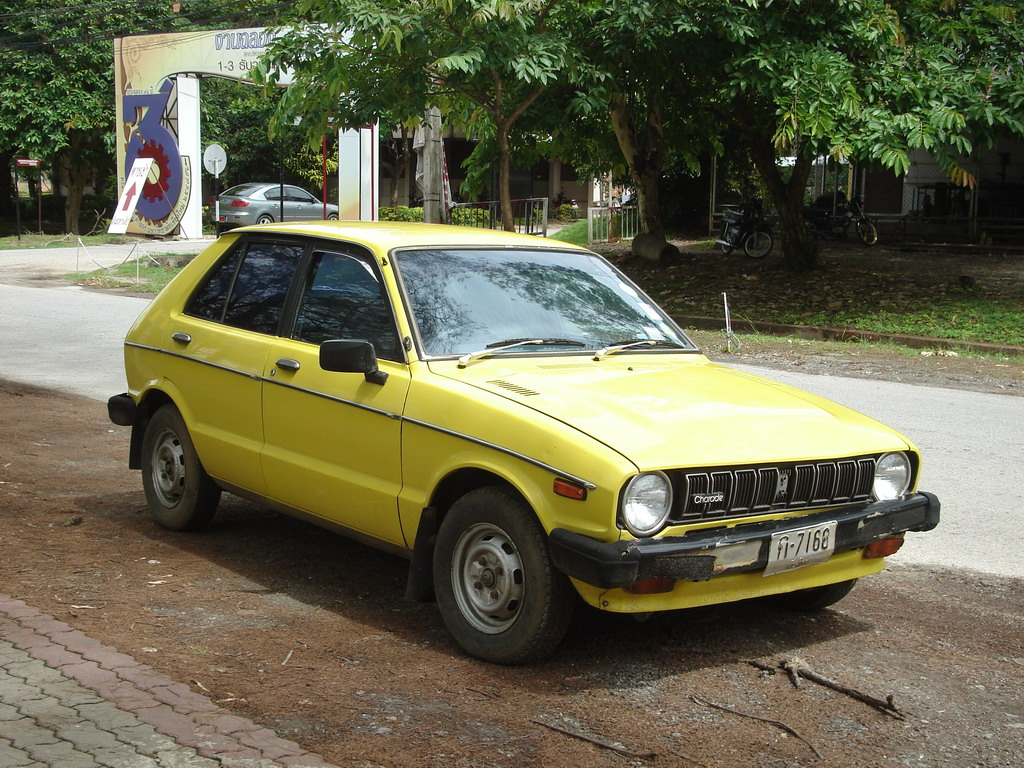
中期型5ドア フロント
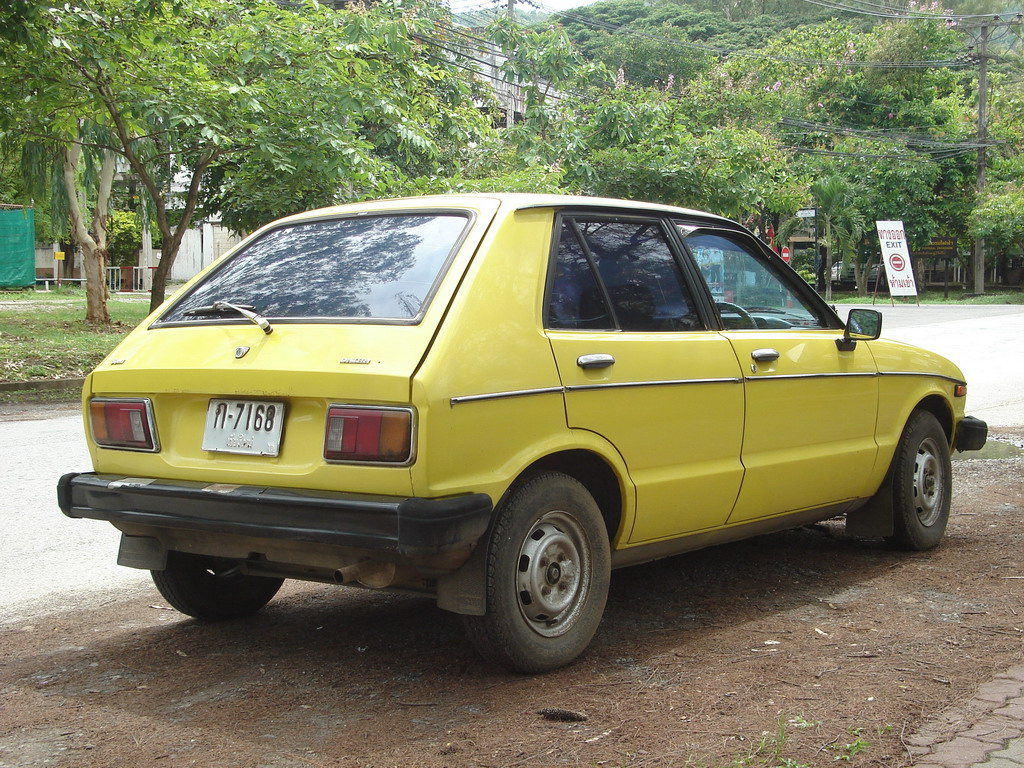
中期型5ドア リア
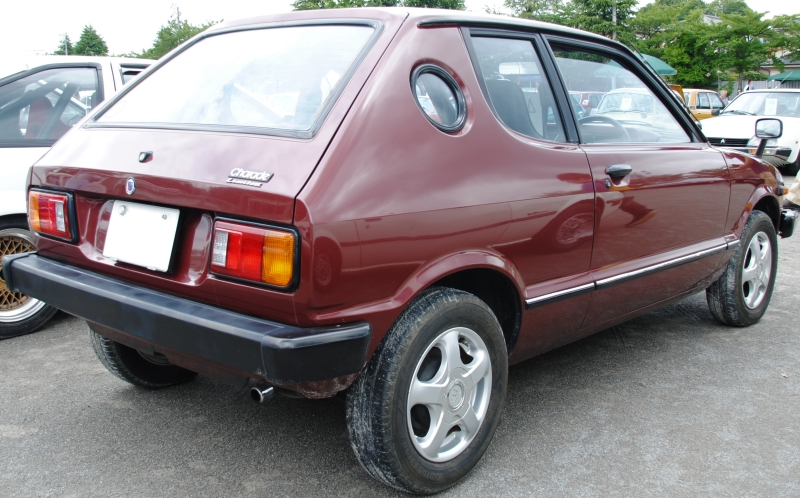
中期型クーペ（3ドア） リア
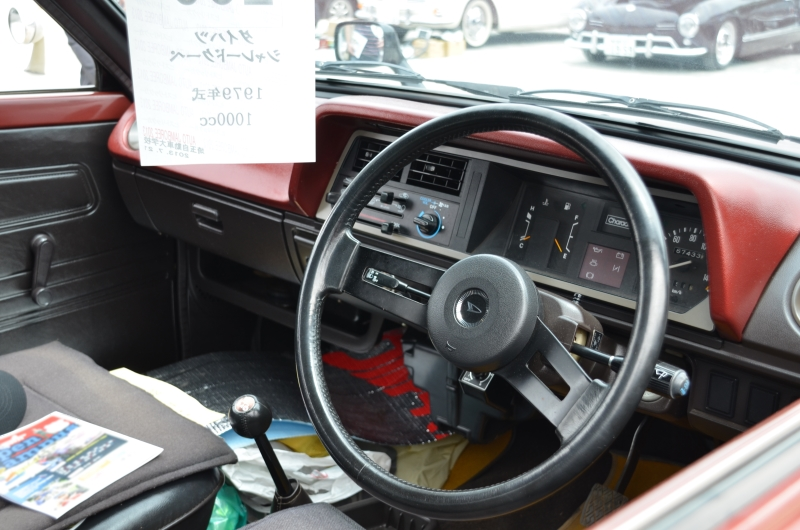

## 2代目 G11系（1983年 - 1987年）
1983年1月発売。初代の設計思想を発展させ、より全高を高めて室内空間の捻出が可能なパッケージングとなった。
乗用車用量産エンジンとしては当時世界最小の排気量を実現したディーゼルエンジン（渦流式燃焼室、水冷、直列3気筒、SOHCの CL型エンジン）を搭載したモデルや、「猫科のターボ」のキャッチフレーズで発売されたターボモデル、また同じターボエンジンながら、イタリアのデ・トマソが監修したシャレード・デトマソ・ターボ、さらには1.0Lクラス唯一のディーゼルターボも用意された。
CL型ディーゼルエンジンは、従来からの直列3気筒ガソリンエンジンをベースに開発されたものであったが、偶力振動（俗にいう味噌擂り運動）に加えて独特のディーゼルノックが避けられず、バランサーシャフトがあってもなお振動と騒音は大きかった。「Rock'n（ロックン）ディーゼル」なる当時のディーゼルモデルのキャッチコピーは、この振動と騒音を逆手に取ったものであるが、その若年層向きなフレーズとは裏腹に、実際には中低速域でのトルクの充実感と経済性（=低燃費）に優れた実用型エンジンであった。ディーゼルターボモデルは出力面で自然吸気ガソリンエンジンモデルに比肩する50PS超の性能を達成した。
このシャレードの軽快な走りを支えた直列3気筒エンジンは、当時デ・トマソ傘下にあったイノチェンティ・ミニのエンジンとしても供給された。後に660ccエンジンとの二本建てで供給される。この縁でシャレードにデ・トマソ仕様が生まれたが、それとは別に1983年、ダイハツ製エンジンを搭載したイノチェンティ車をダイハツ傘下の商社であるダイハンが日本に輸入し、販売したことがある。しかし販売は振るわず、販売はごく短い期間で終了した。
また、歴代モデルとしては唯一、3ドアバンの設定があり、ガソリンとディーゼル両方のエンジンが用意された。また、このモデルより全車にフロントディスクブレーキが標準で装備された。

### 926ターボ（G26）
1984年10月、「926ターボ」というポルシェのレーシングカーを連想させるネーミングのシャレードが発表された。グループBのホモロゲーションに合致したラリー用のベースモデルで、1.0Lのガソリンターボでサファリラリー、1000湖ラリーに3台体制でスポット参戦するも、当時1.4倍であったターボ係数により、本来の排気量より2ランクも上の1.3L以上 - 1.6L以下クラスの扱いとなったことを受け、1.3L以下クラスの範囲内となるよう993ccの排気量を926ccまで下げ、チューニングを見直し最低生産台数をクリアする200台が生産された。CE型と呼ばれるエンジンの出力は、工場出荷時で76PS/5,500rpmであった。926は排気量に由来する名称だが、前述のポルシェのネーミングに引っ掛けた洒落でもあった。

### デ・トマソ926R
926ターボのパワートレインをDOHC12バルブ化し、ミッドシップに横置き搭載したコンセプトカーである。後輪駆動への変更と、ワイドトレッドとなった足回りは大型のブリスターフェンダーで覆われ、多くのエアインテークやイタリア尽くめの装備品とも相まって、ラテンの香りが強く漂うモデルであった。1985年の第26回東京モーターショーに、美しいイタリアの風景の中を実際に駆け抜ける映像とともに出品されるやいなや、市販化とラリーでの活躍を望む声は一気に高まった。しかし、メディア向けの試乗会でも評判は上々であったにもかかわらず、926Rが市販化に移されることはなかった。

### 歴史
- 1983年9月 - ガソリンターボ追加。
- 1984年1月 - デトマソ・ターボ追加。
  - 9月 - ディーゼルターボ追加。キャッチコピーは「アンチなターボ。」。
- 1985年2月 - マイナーチェンジ。
- 1986年
  - 1月 - AT車を2速→3速AT化してガソリンターボ車にもAT車追加。これに伴い特別限定車「ラブリー」、および「ブランシュ」（いずれも全国600台限定）発売。
  - 5月 - サファリラリー優勝を記念した特別限定車「ル・ブラン」発売。

### 車両型式
- G11：CB型エンジン搭載車、乗用モデル
- G11V：CB型エンジン搭載車、商用モデル
- G26：CE型エンジン搭載車（926ターボ）
- G30：CL型エンジン搭載車、乗用モデル
- G30V：CL型エンジン搭載車、商用モデル

## 3代目 G100系（1987年 - 1993年）
1987年1月、フルモデルチェンジが行われた。このモデルの開発にあたって、ダイハツは従来の地方に加えて都市部の若年層の取り込みを図るため、それまでの理詰めのパッケージングと実用的なスタイルを捨て、一転してラテン風の洒落たスタイリングを採用した。ルーフ後半の下がったその独特のスタイルは、当時のコンパクトカーでは類をみない斬新なものとして一部では評価された。
初期のキャッチコピーは「さ、ツーサム」であるが、これは市場調査の結果、後部座席の利用率が予想以上に低かったことから（2人乗りの）クーペ感覚で使うことを志向し、リアシートは居住性よりも荷室としての使いやすさに重点が置かれて開発されたためである。
ボディは当初、3ドアと5ドアでのスタートとなり、先代に設定されていた商用モデルは廃止された。

また後に派生車として、リアのオーバーハングを伸ばしトランクを設けた、4ドアのソシアルも追加され、シャルマン以来の久々の4ドアセダンモデルとなった。
搭載エンジンは、初代以来の伝統の1.0L 3気筒CB型のSOHC6バルブ・シングルキャブレターとSOHC6バルブターボ（ただし燃料供給はキャブレターを用いていた）、DOHC12バルブインタークーラーターボ（もちろん1Lあたり100PS以上に達していた）、NA及びターボディーゼルでスタートしたが、後に新開発のHC型1.3L4気筒SOHC16バルブEFIが追加され、また同時期にフルタイム4WD車も追加された。またこの3代目より、ホイールのP.C.D.がそれまでの110.0mmから全て100.0mmに変更されている。
このモデルはアメリカ合衆国にも輸出されており、1.0L 3気筒と1.3L 4気筒の2種類、ボディーは3ドアと4ドアセダンの2種類で、3ドアは1.0Lとマニュアルトランスミッションのみの設定のバジェットカーだった。1988年から1992年まで販売されていたが、もともとアメリカでのダイハツの知名度の低さに加え、快適装備も少なかったため販売台数は振るわず、フェローザ（日本名：ロッキー）の予想外の不振も響き、1992年に撤退している。
モータースポーツにも積極的に参加しており、特筆すべき活躍としては、1993年のWRC（世界ラリー選手権）サファリ・ラリーでは、1〜4位を独占したセリカ以外の2.0Lのターボ4WDカーを打ち破り、総合5〜7位を占めている。

### 歴史
- 1988年2月 - 1.3L及び4WDの追加。これに伴い1.0LガソリンSOHCターボは廃止。1.0L DOHCターボ車のグレード名をGTtiからGT-XXに変更、さらにリヤシートの形状を変更して乗車定員を4人から5人へ変更（ツーサム・コンセプトの廃止）。
- 1989年2月 - マイナーチェンジ。バンパー大型化（除くGT-XX）。
  - 4月 - シャレード・ソシアル追加。エンジンは1.3Lの電子制御シングルキャブ仕様。前輪駆動のみの設定。
- 1991年1月 - マイナーチェンジ。1.3Lは全車EFIに換装。ディーゼルの自然吸気エンジン搭載車は、ビジネスモデルのみの設定となった。
- 1992年12月[6] - ハッチバック生産終了。在庫対応分のみの販売となる。
- 1993年1月 - ハッチバックが4代目に移行するため販売終了。ソシアルは継続。
- 1994年4月[7] - ソシアルの生産終了。在庫対応分のみの販売となる。
- 1994年5月 - ソシアルが4代目に移行して販売終了。これですべての3代目モデルが生産・販売終了となった。

### 車両型式
- G100S：CBエンジン搭載車
- G101S：CLエンジン搭載車
- G102S：HCエンジン搭載車、FF車
- G112S：HCエンジン搭載車、4WD車

### 海外仕様
中華人民共和国や台湾などの海外合弁企業で、3代目シャレードG100系の改良版が2010年代前半頃まで生産されていた。特に中国天津市にある天津汽車（現社名：天津一汽夏利汽車）では、G100系の生産販売権を取得してシァリィ（夏利）の名称で2014年12月まで生産していたが、最終モデルはG100系シャレードとはエクステリアデザインが大きく異なっており、サイドドアと5ドアハッチバックのリアに面影を残す程度である。中国では大きく普及し、小型タクシーの別名を「夏利」と呼ぶほど頻繁に走っている。これが縁となり、ダイハツの親会社のトヨタ自動車は天津汽車との合弁を足がかりに中国進出を果たした。
また台湾では2代目ベースのセダンモデルが「スカイウィング」、3代目ベースのセダンモデルがシャレードが付かない「ソシアル」としてそれぞれ販売された。

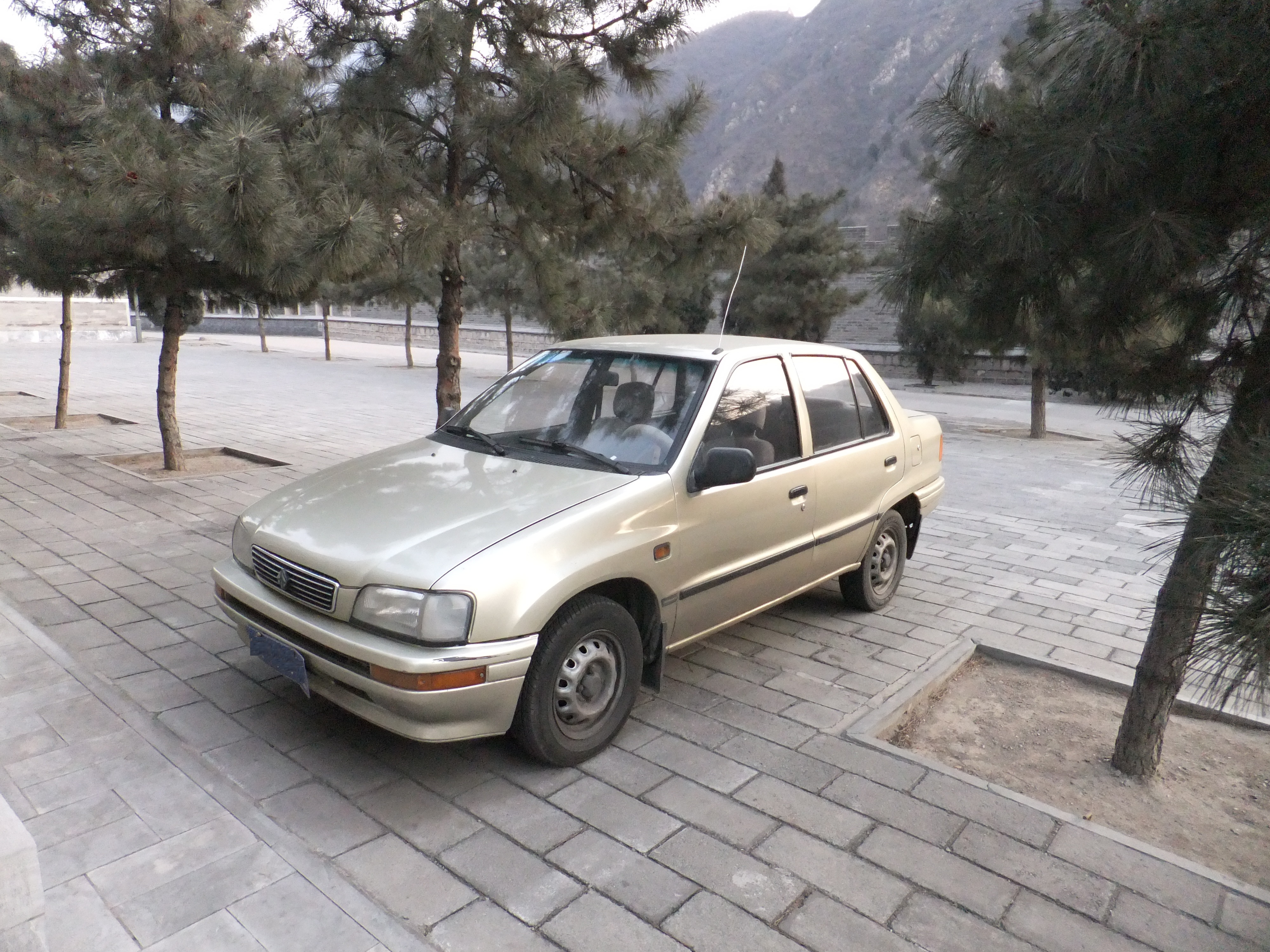
シァリィ（夏利）ヴィータ・N3

## 4代目 G200系（1993年 - 2000年）
1993年1月発売。車体が大型化して1.0Lエンジン搭載モデルが廃止され、「リッターカー」の範疇からは外れた。発売こそ遅れたものの、バブル景気下で開発が進められたこともあってインテリアの質感は高く、装備品とメカニズムは充実していた。1.3L自然吸気車では珍しく電子制御の4速AT「ESAT」を全車に採用（親会社トヨタのスターレットの1.3L自然吸気車は4WDおよびディーゼル車を除くソレイユ系グレードのFF車に限り、油圧制御の3速ATを採用）。
発売当初は3ドアと5ドアのハッチバック、エンジンもHC型1.3L・91PSのみであったが、同年8月にHE型1.5L・97PSの1500とこのエンジンを搭載したフルタイム4WD車を追加。同時に1987年のフルモデルチェンジ以来途絶えていたデ・トマソがHD型1.6L・125PSのSOHCを搭載して復活した。
1994年5月には4ドアセダンのソシアルもフルモデルチェンジ。1996年8月にはソシアルをベースとした派生車種として、トールワゴンのパイザーが登場している。
1995年11月のマイナーチェンジでフロントフェイスが変更され、若干全長が伸びている（デ・トマソを除く）。
1998年2月に事実上の後継車となるストーリアが登場。その後も継続生産されたものの、1999年9月に生産終了して在庫分のみの対応となり、2000年5月には日本国内向けが販売終了となった。
ダイハツで最後のリアディスクブレーキ搭載車（OEMを除く）であり、ソシアルはダイハツにおける最後の自社開発によるノッチバックセダンでもあった。
ハッチバックの事実上の後継車はストーリアとYRVであるが、ソシアルに後継はない。同時期に上級のアプローズも廃止されたため、ダイハツの日本国内のラインナップから自社開発のセダンが消滅し、トヨタ・カムリのOEMであるアルティスのみとなった（2023年販売終了）。

### 歴史
- 1993年8月 - デ・トマソ、1.5L及び4WD追加。
- 1994年5月 - ソシアル追加。
- 1995年11月 - マイナーチェンジ。デ・トマソを除いてフロント部変更。
- 1996年10月 - 一部改良。
- 1998年7月 - デ・トマソ販売終了。これによりダイハツ車の乗用車でのリアディスクブレーキ搭載車は消滅（トヨタからのOEMを除く）。
- 1999年9月 - ハッチバック、ソシアル共に生産終了。以後は在庫のみの対応となる。
- 2000年5月 - ハッチバック、ソシアル共に販売終了。これにより日本国内向けとしてのシャレードは23年の歴史に幕を下ろした。

### 車両型式
- G200S：HCエンジン搭載車
- G201S：HDエンジン搭載車（デ・トマソ）
- G203S：HEエンジン搭載車、FF車
- G213S：HEエンジン搭載車、4WD車

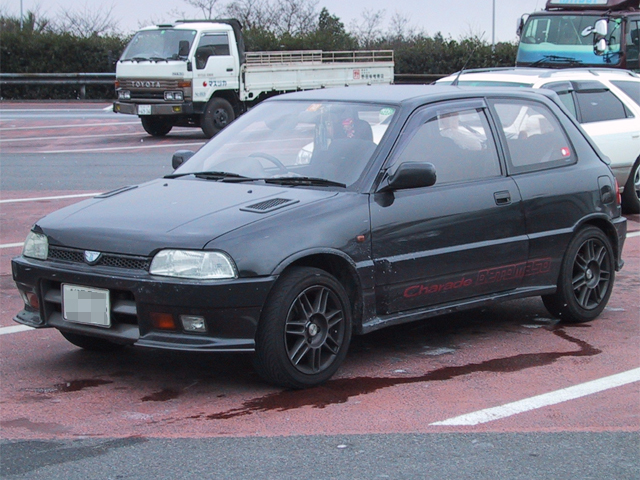
デ・トマソ
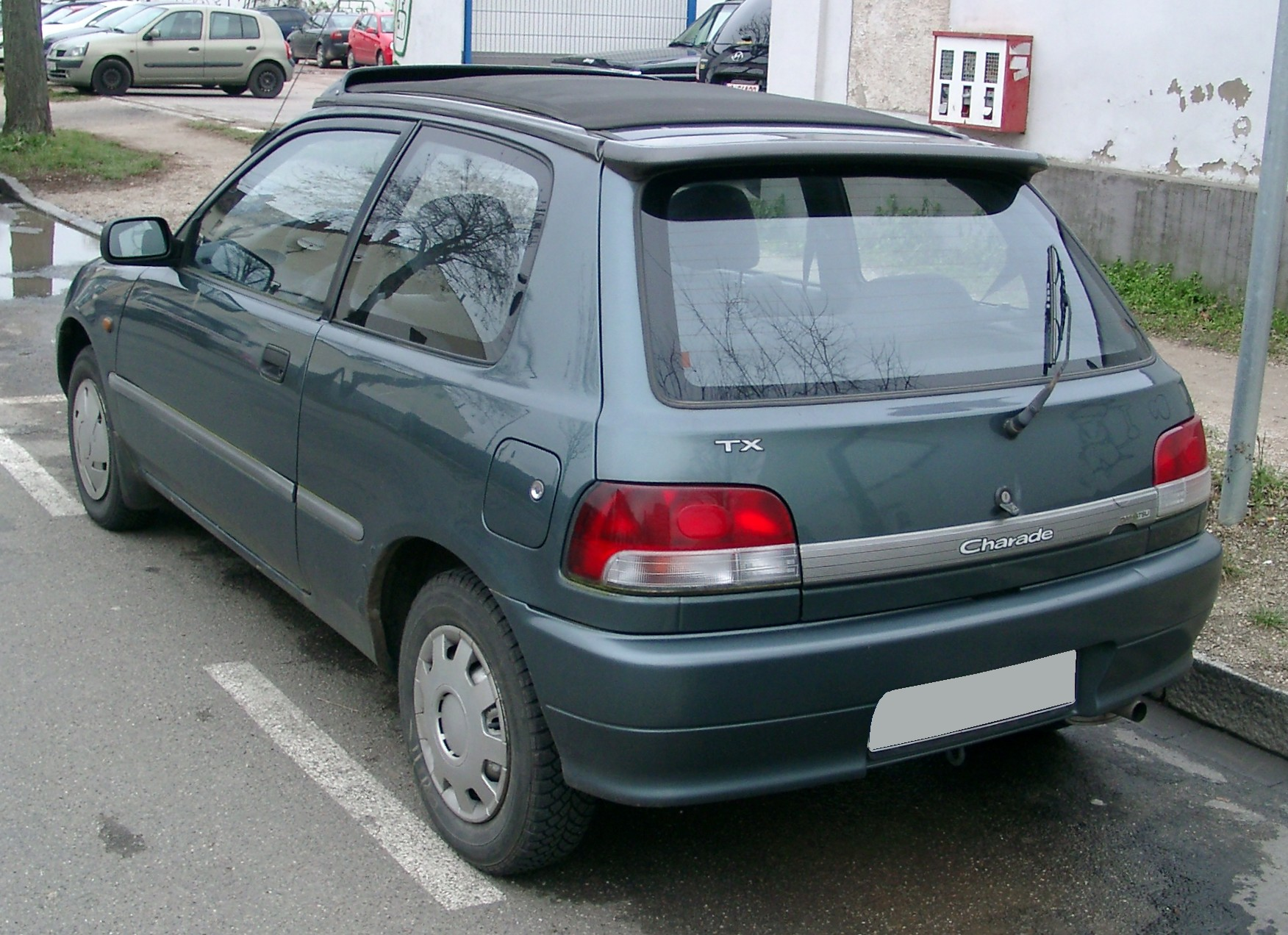
前期型・欧州仕様 (リヤ)
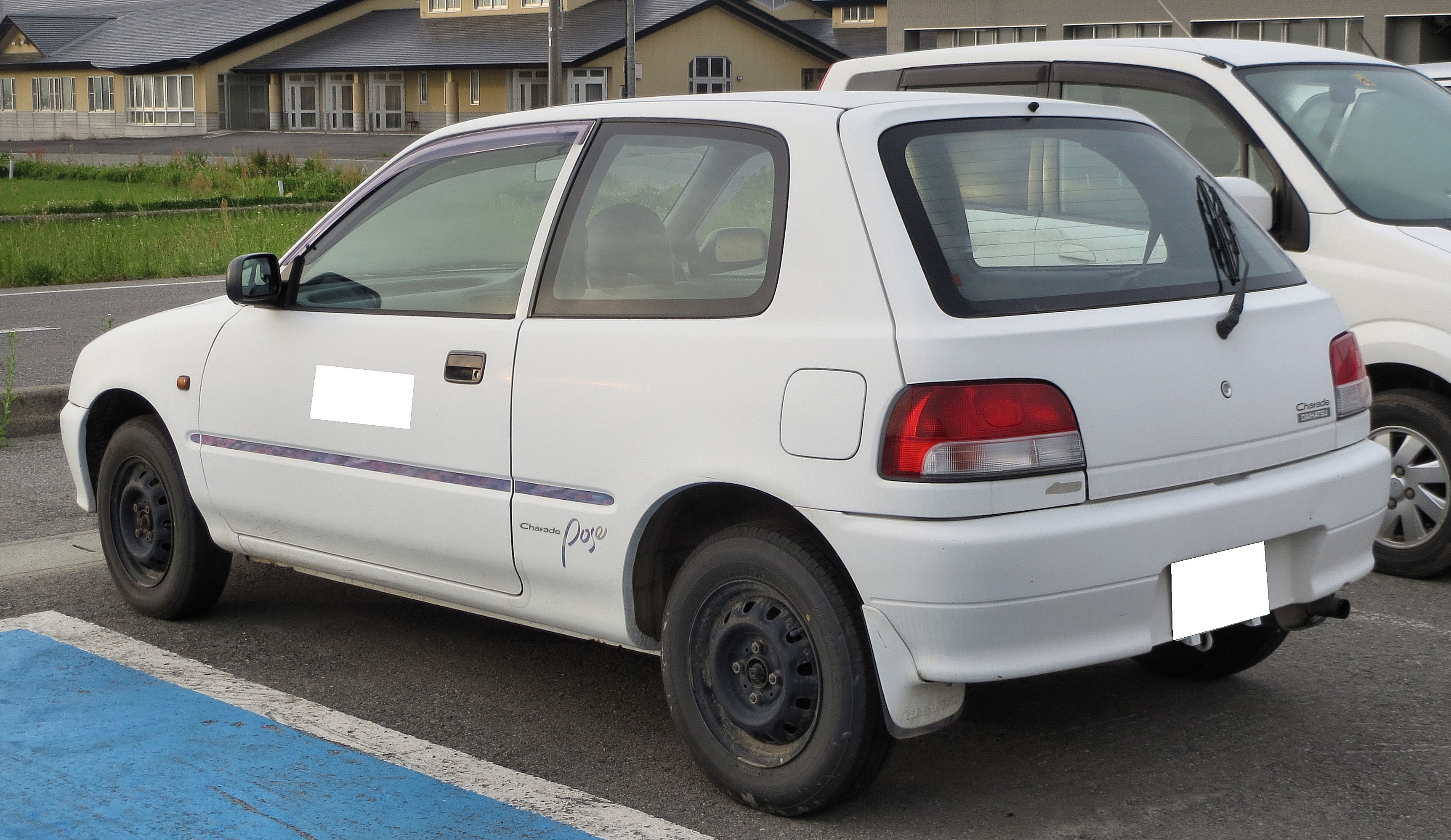
ポゼ 4WD （後期型・日本仕様・リヤ）
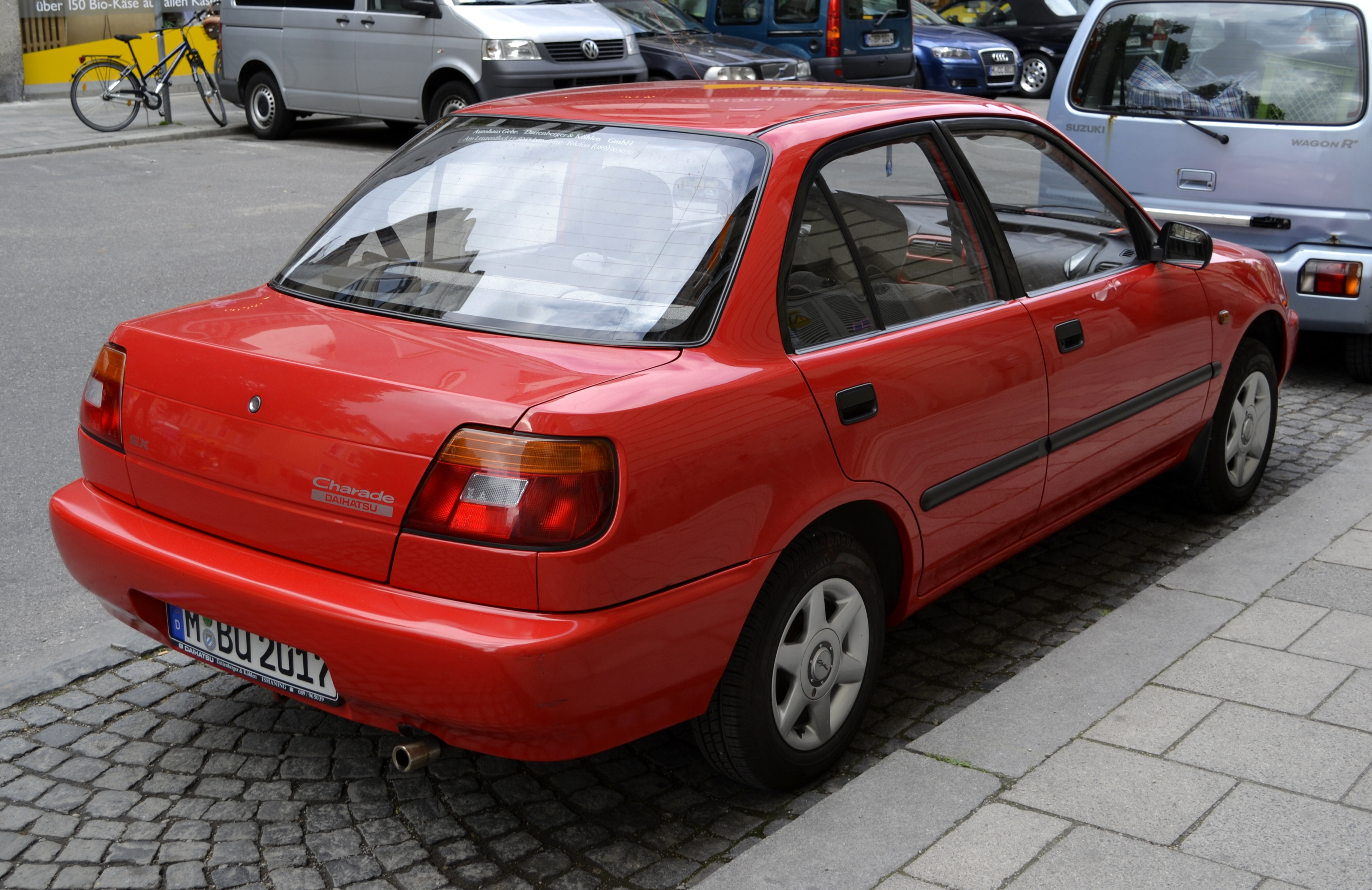
ソシアル

## 5代目 L251型（2003年 - 2007年）
2003年にダイハツ・ミラ（6代目）をベースに、イギリスなどの一部ヨーロッパ諸国（それ以外の国ではクオーレもしくはプロドゥア・ビバ）、オーストラリア、南アフリカなどでは、シャレードの名で販売された。

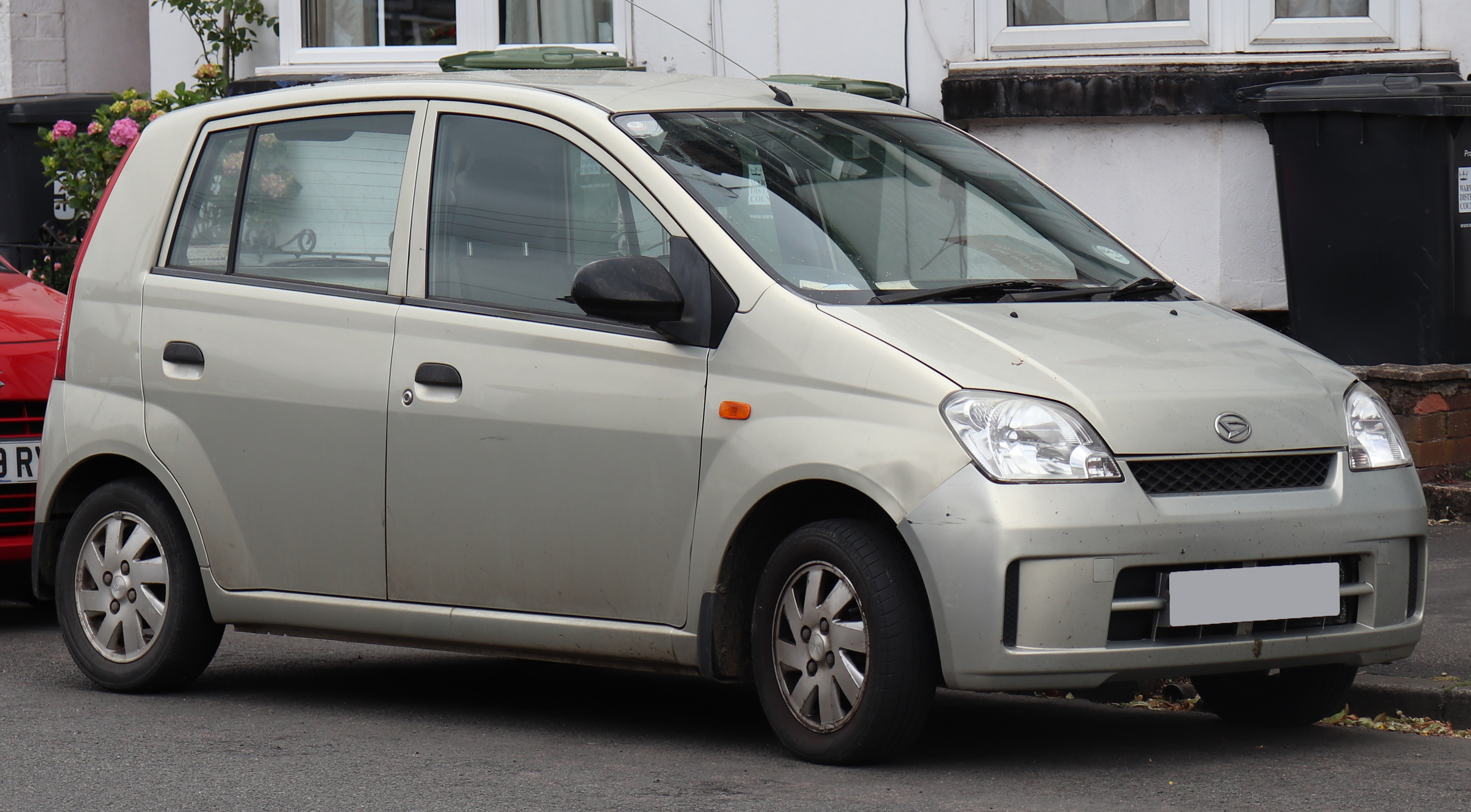
2005年販売型 SL 1.0 フロント
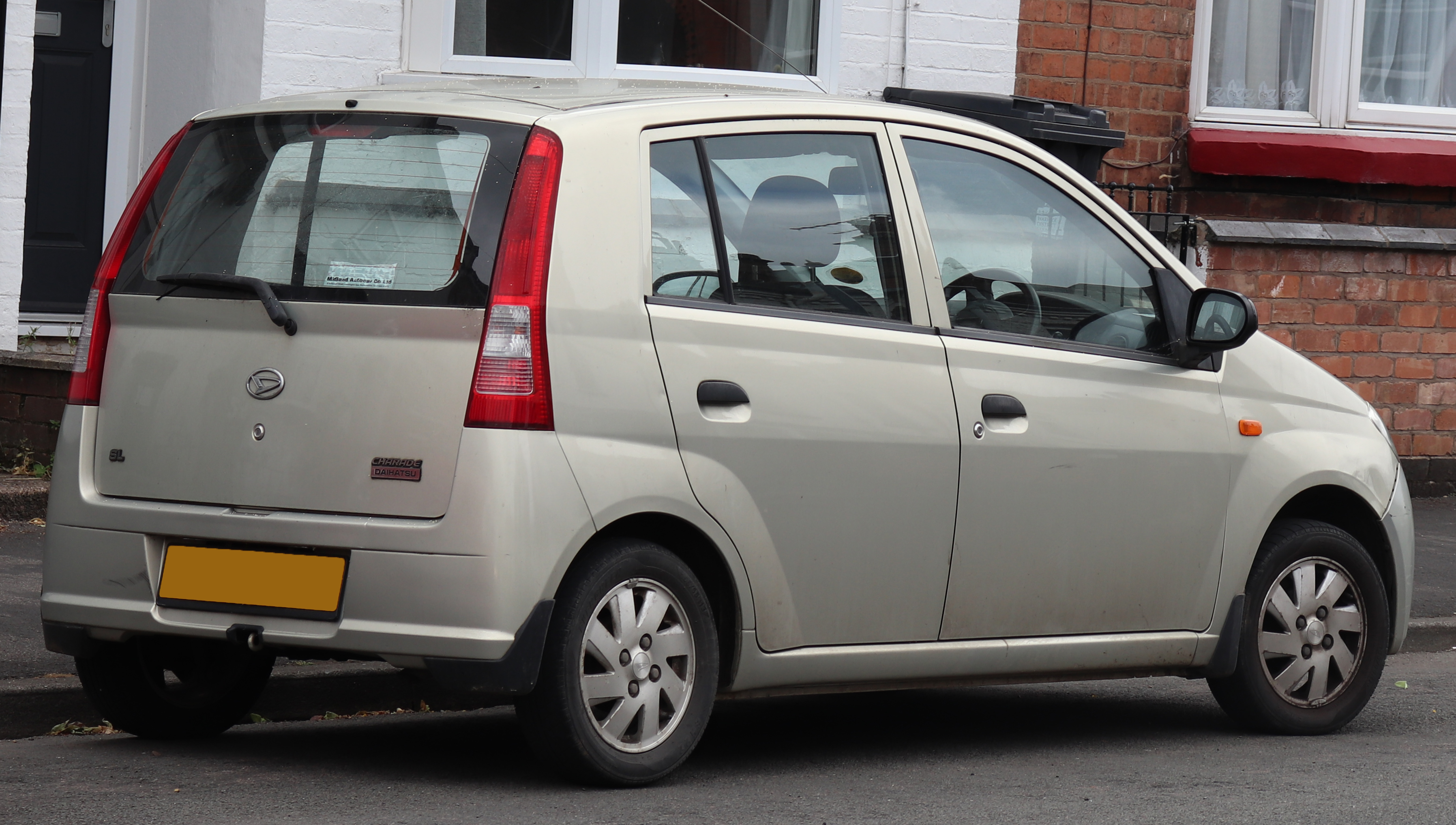
2005年販売型 SL 1.0 リア
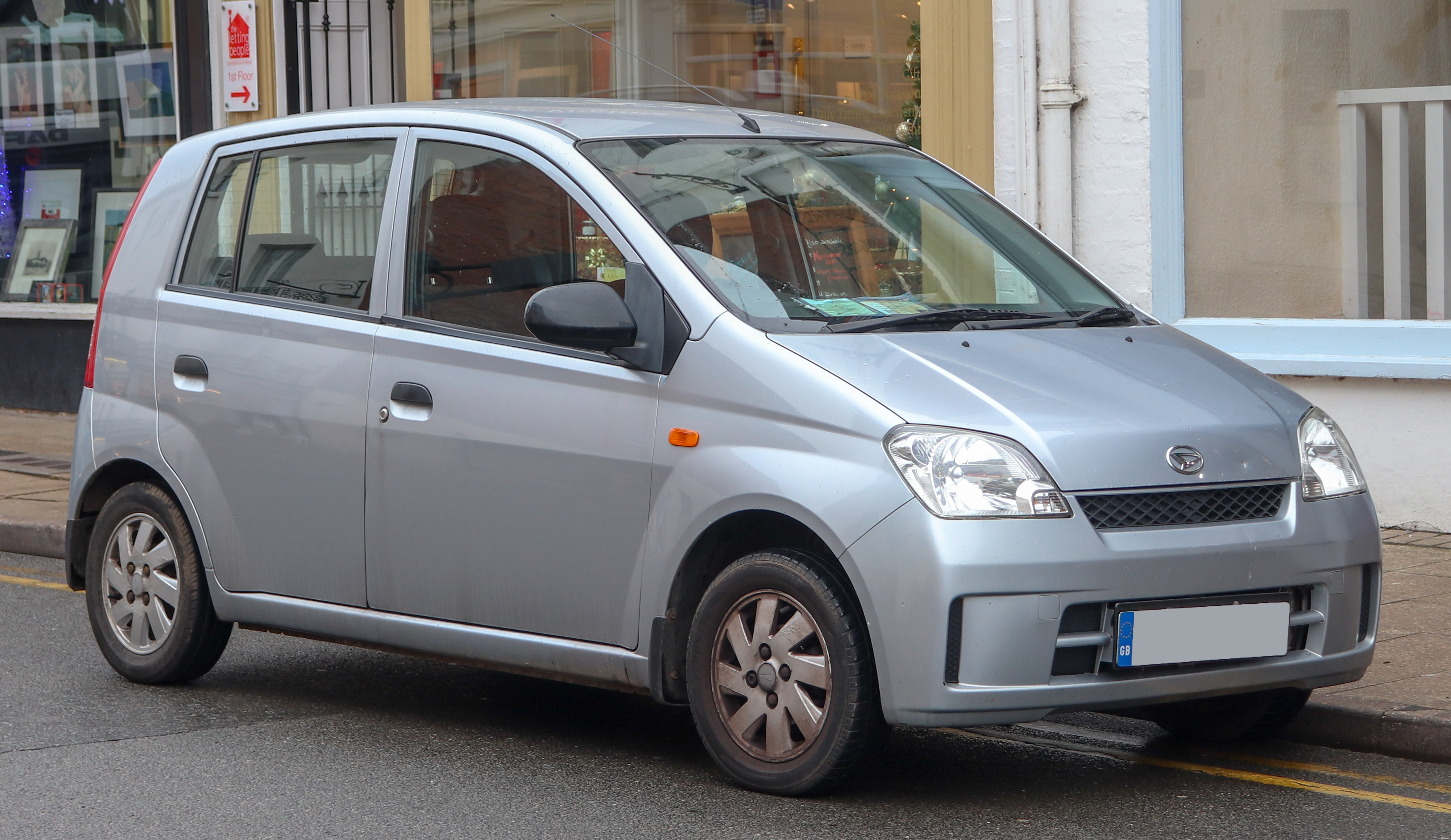
SL（フロント）
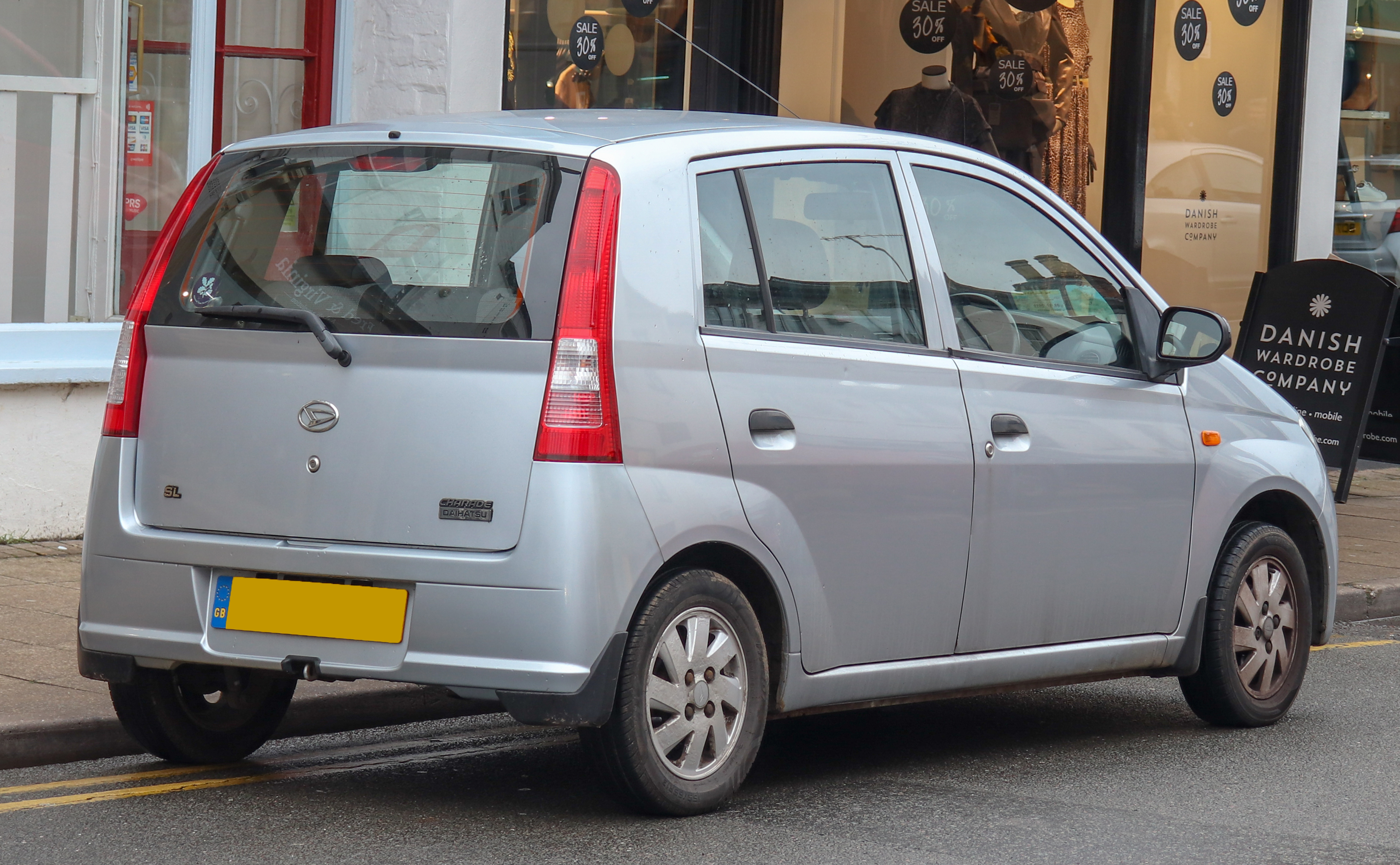
SL（リア）
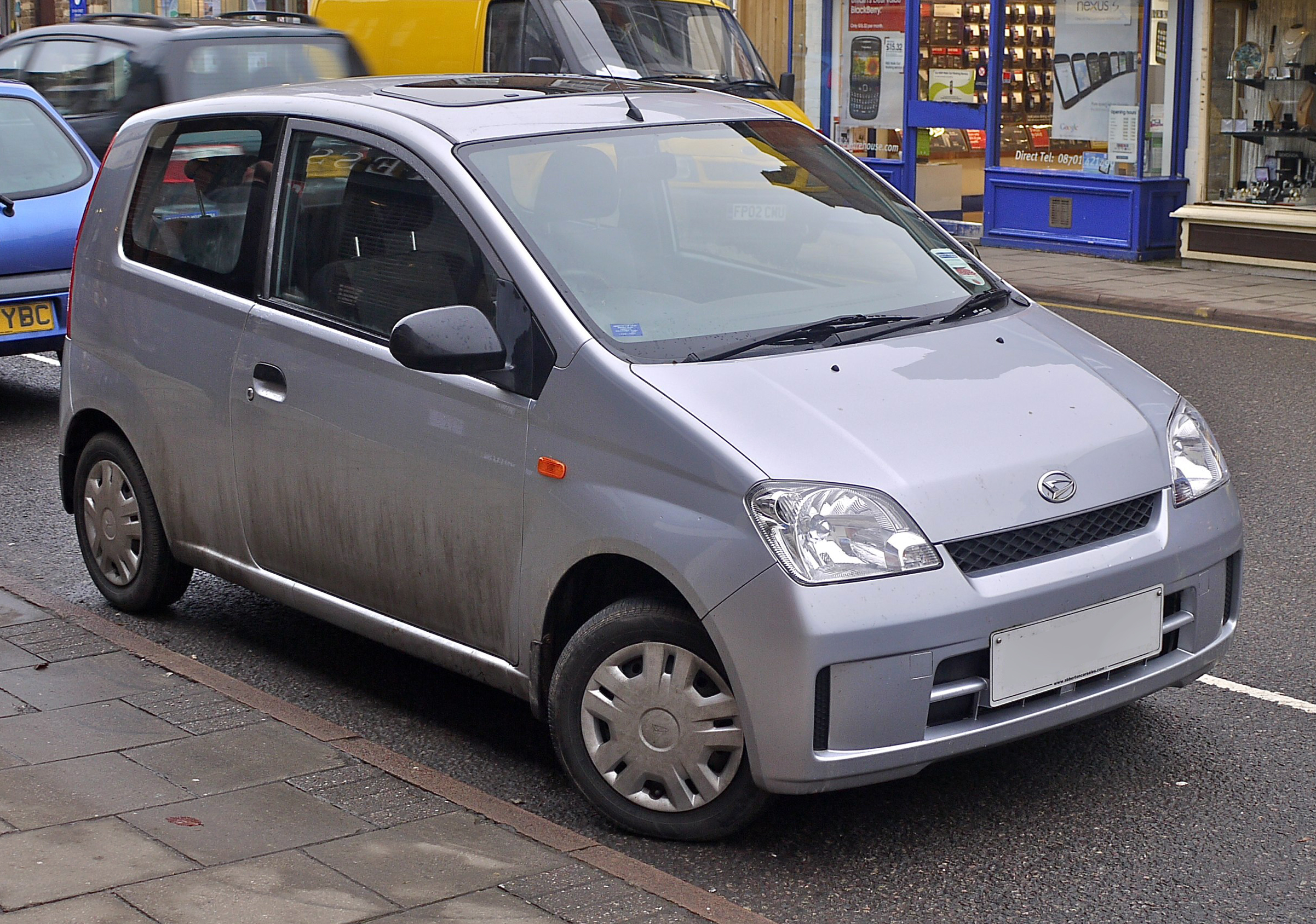
EL

## 6代目（2007年 - 2011年）
2007年にダイハツ・ミラ（7代目）をベースに、イギリスなどの一部ヨーロッパ諸国（それ以外の国ではクオーレ）、南アフリカなどでは、シャレードの名で販売された。

## 7代目 NSP90型（2011年 - 2013年）
2011年にトヨタ・ヤリス/ヴィッツ（両者共に2代目）をベースに、ダイハツでは、イギリスなどの一部ヨーロッパ諸国ではシャレードの名で販売された。ヨーロッパからダイハツブランドでの販売を撤退する2013年まで販売された。

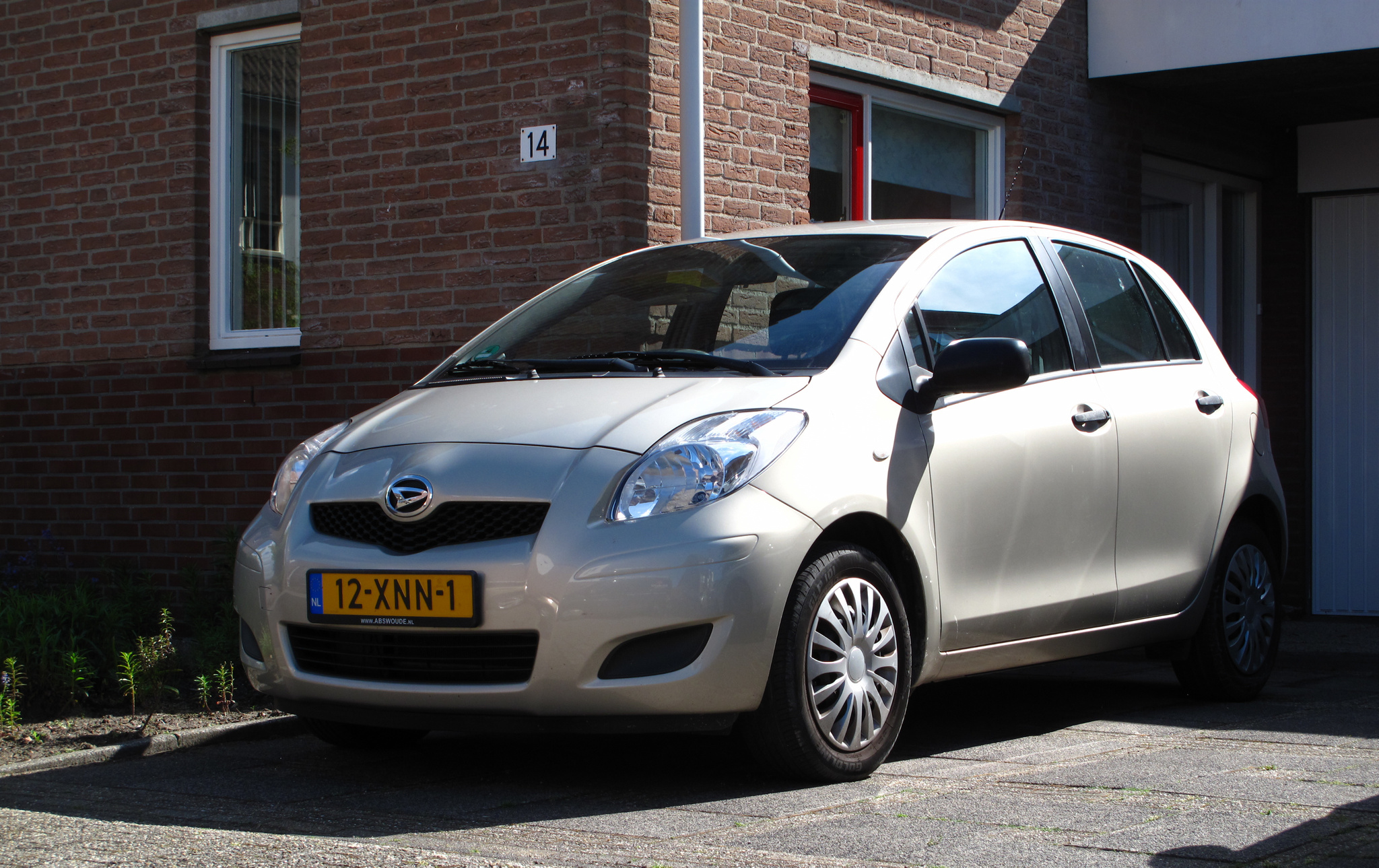
2012年販売型 1.3
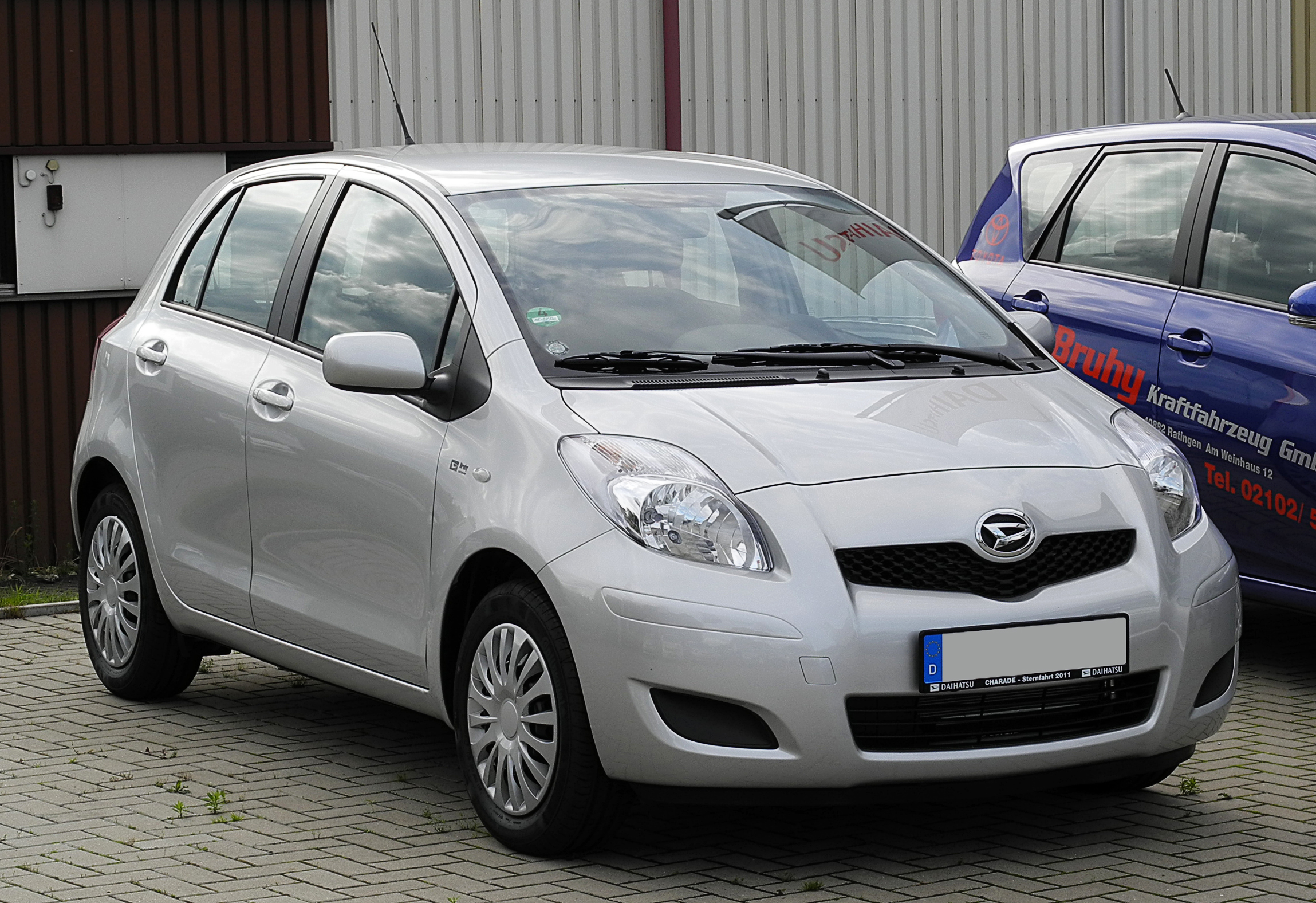
1.33（フロント）
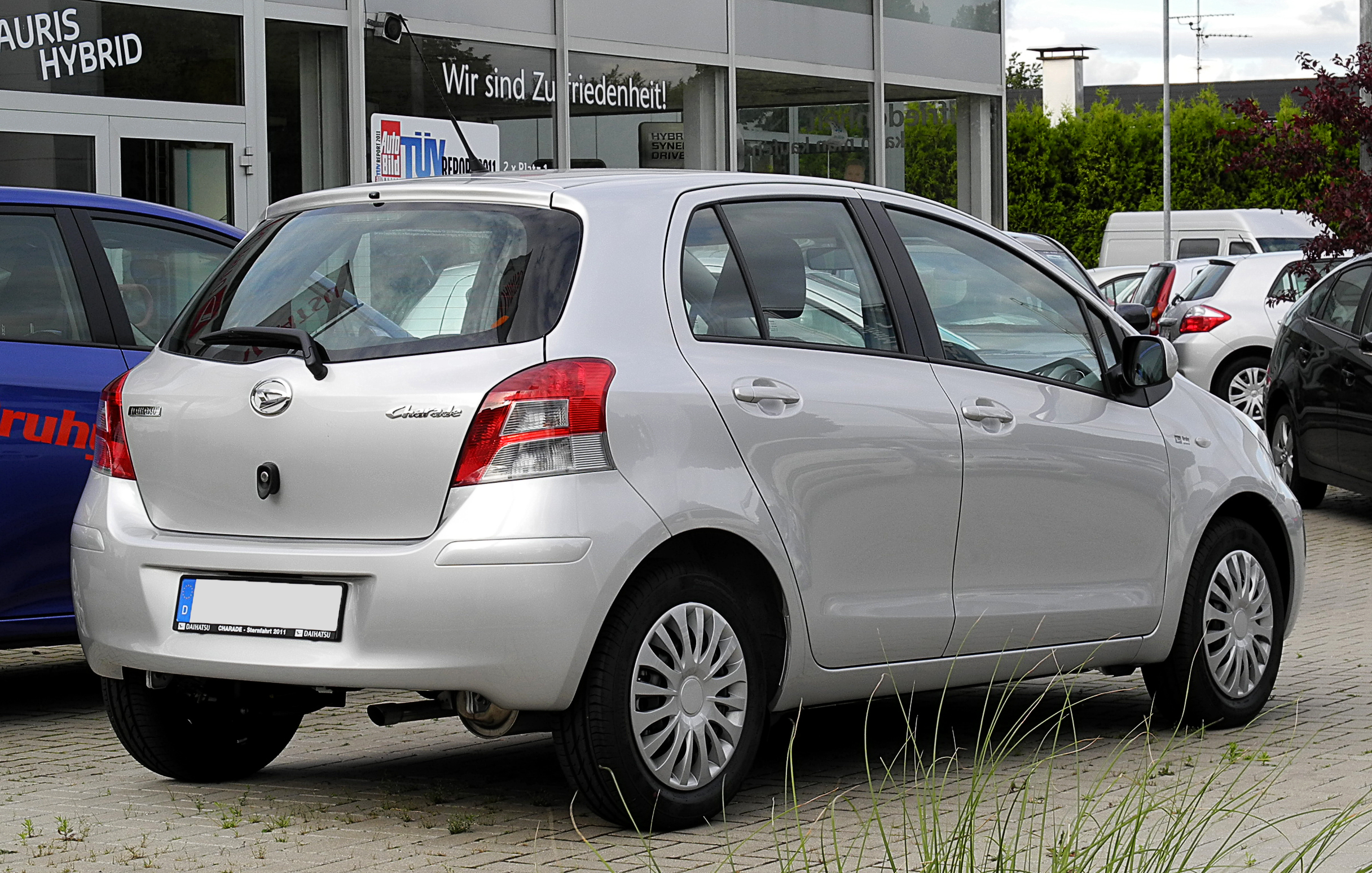
1.33（リア）

## 車名の由来
英語で「謎解き」の意味。